# Salvadoria furcata
Salvadoria furcata är en mångfotingart som beskrevs av Kraus 1954. Salvadoria furcata ingår i släktet Salvadoria och familjen Fuhrmannodesmidae. Inga underarter finns listade i Catalogue of Life.